# تومیل
تومیل یا تامیل یک منطقه شهرداری در میانه آبخوست یاپ، ایالت یاپ در ایالات فدرال میکرونزی است. این منطقه، سومین منطقه شهرداری بزرگ در آبخوست یاپ است. ۱۲ روستا را در بر می‌گیرد که «میرور»، «تِب»، «آف»، «بوگُل»، «دومچوی»، «دیچمور»، «دیلاگ» (بدون سکنه)، «ما»، «تُل»، «مادل‌آی»، «گارگِی»، و «دابُچ» هستند.
تومیل در جنوب آبخوست گاگیل-تامیل و میان دو منطقه شهرداری فانیف و ماپ، میکرونزی قرار دارد. این منطقه برای خاک آتشفانی و غیر آتشفشانی خود شناخته می‌شود که زمانی درباره آن پژوهش شده بود. مردم این منطقه، به زبان یاپی‌ای صحبت می‌کنند که تاکید ویژه‌ای در بیان حرف صدادار "e" دارد.
برای سال‌ها، مراسم سالانه «روز یاپ» معمولاً در روزهای نخست، دوم و سوم مارس هر سال در تومیل برگزار می‌شد.

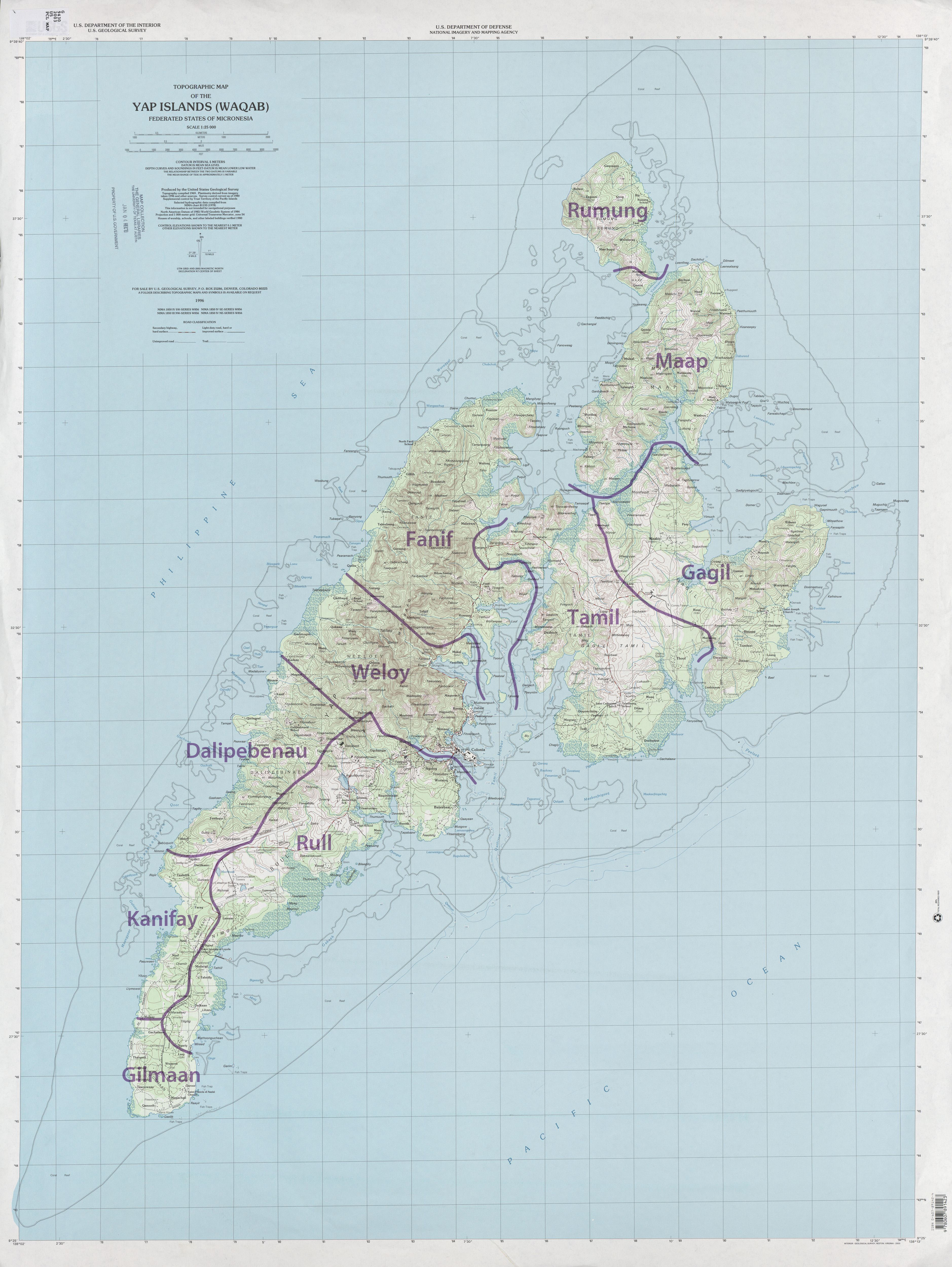
منطقه‌های شهرداری آبخوست یاپ